# 柳本あまね
柳本 あまね（やなぎもと あまね、1998年8月4日 - ）は、日本の女子車いすバスケットボール選手。ポジションはフォワード。女子車いすバスケットボールチーム「カクテル」所属。車いすバスケットボール女子日本代表選手。

## 来歴
京都府京都市出身。2歳の時、原因不明の病気で下肢機能障害となり車いすを使用するようになる。小学4年生の時、ハイスクール・ミュージカルを見てバスケットボールに興味を持ち、小学6年生の時、車いすバスケットボールを始め、「カクテル」に入団した。
京都聖母学院高校1年生の2014年に、チーム最年少で車いすバスケットボール女子日本代表入りし、2014年アジアパラ競技大会に出場。翌2015年のアジアオセアニアチャンピオンシップスの日本代表から落選して出場できなかったが、落選はその1度だけですぐに復帰し、以降は日本代表に選ばれ続けている。
2015年全国ジュニア選抜車いすバスケットボール大会でMVPを受賞。カクテルでは日本女子車いすバスケットボール選手権大会優勝メンバーとなりベスト5、スリーポイント賞を受賞している。
2019年に開催されたU25世界選手権で、同大会の日本代表チーム史上最高位の4位となる。同年のアジアオセアニアチャンピオンシップスでオールスター5に選出された。2021年の東京パラリンピック日本代表にチーム内最年少で選出され、全6試合にスターターで出場した。

## 日本代表歴
- 2014 アジアパラ競技大会 準優勝
- 2015 IWBF女子U25車いすバスケットボール世界選手権 6位
- 2017 アジアオセアニアチャンピオンシップス 3位
- 2018 アジアパラ競技大会 準優勝
- 2019 IWBF女子U25車いすバスケットボール世界選手権 4位
- 2019 アジアオセアニアチャンピオンシップス 3位 オールスター5受賞
- 2021 東京パラリンピック 6位

## 人物・プレースタイル
スピードを生かしたプレーが持ち味で、日本代表ヘッドコーチの岩佐義明が「トランジションバスケの申し子」と称する。日本女子選手権スリーポイント賞を受賞したアウトサイドシュートも得意。